# Fornelo
Fornelo ist ein Ort und eine ehemalige Gemeinde im Nordwesten Portugals.

## Geschichte
Funde belegen eine Besiedlung bis zurück in die Kupfersteinzeit. Aus der Zeit der römischen Besatzung stammen weitere Funde, insbesondere zahlreiche Dachziegel.
Die älteste Erwähnung des heutigen Ortes stammt aus einer Schenkungsurkunde an das Kloster von Vairão im Jahr 974.
Spätestens seit 1586 war Fornelos eine eigenständige Gemeinde. Sie gehörte zum Kreis Maia, bis zum Jahr 1836. Seither ist Fornelo dem Kreis Vila do Conde angegliedert.
Mit der Gemeindereform 2013 wurde die eigenständige Gemeinde Fornelo aufgelöst und mit Vairão zur neuen Gemeinde Fornelo e Vairão zusammengeschlossen.

## Verwaltung
Fornelo war Sitz einer eigenständigen Gemeinde (Freguesia) im Kreis (Concelho) von Vila do Conde im Distrikt Porto. Sie hatte eine Fläche von 6,3 km² und 1390 Einwohner (Stand 30. Juni 2011).
Im Zuge der Gebietsreform zum 29. September 2013 wurden die Gemeinden Fornelo und Vairão zur neuen Gemeinde União das Freguesias de Fornelo e Vairão zusammengeschlossen. Fornelo ist Sitz dieser neu gebildeten Gemeinde.